# Юниорский турнир ФИФА 1952
Юниорский турнир ФИФА 1952 — пятый юниорский чемпионат Европы по футболу, проходивший в 1952 году в Испании. В турнире приняли участие всего 6 команд, что в очередной раз вынудило организаторов автоматически пропустить в полуфинальный раунд несколько команд без игр. Все матчи прошли в Барселоне.
Победителем стала сборная Испании, которая в финале сыграла вничью против Бельгии, но выиграла турнир за счёт более крупной разницы забитых и пропущенных мячей в полуфинале. По совпадению, именно финалисты автоматически прошли в полуфинал без предварительных игр.

## Команды-участницы
- Испания (страна-организатор)
- Австрия
- Англия
- Бельгия
- Франция
- Швейцария

## Матчи

### Четвертьфиналы
В полуфинал автоматически прошли  Испания и  Бельгия.
| 13 апреля 1952 | \| Англия \| 4:0 \| Швейцария \| | Саррия, Барселона |
| Англия         | 4:0                              | Швейцария         |

| 13 апреля 1952 | \| Австрия \| 2:2 \| Франция \| | Саррия, Барселона |
| Австрия        | 2:2                             | Франция           |

### Полуфиналы
| 15 апреля 1952                                              | \| Испания \| 4:1 \| Англия \| \| Басора II 10′ · Абрахамс 20′ (авт.) · Дуро 35′ · Кольяр 73′ \| Голы \| Тейт 27′ \| | Саррия, Барселона Судья: Антонио Барсельс Реге |
| Испания                                                     | 4:1 | Англия                                         |
| Басора II 10′ · Абрахамс 20′ (авт.) · Дуро 35′ · Кольяр 73′ | Голы | Тейт 27′                                       |

| 15 апреля 1952 | \| Бельгия \| 2:2 \| Австрия \| | Саррия, Барселона |
| Бельгия        | 2:2                             | Австрия           |

### Матч за 5-е место
|           | \| Швейцария \| 4:2 \| Франция \| | Саррия, Барселона |
| Швейцария | 4:2                               | Франция           |

### Матч за 3-е место
| 17 апреля 1952 | \| Австрия \| 5:5 \| Англия \| | Саррия, Барселона |
| Австрия        | 5:5                            | Англия            |

### Финал
| 17 апреля 1952 | \| Испания \| 0:0 По разнице мячей в полуфинале 1:0 \| Бельгия \| | Саррия, Барселона Судья: Рамон Асон |
| Испания        | 0:0 По разнице мячей в полуфинале 1:0                             | Бельгия                             |

| Чемпионы Европы не старше 19 лет 1952 |
| ------------------------------------- |
| Испания Первый титул                  |